# Federación Internacional de Potencia
La Federación Internacional de Potencia (en inglés: International Powerlifting Federation, IPF) es un organismo internacional que rige el deporte de levantamiento de potencia, reconocida por la Asociación General de Federaciones Deportivas Internacionales (GAISF) así como el Comité Olímpico Internacional a través de su inclusión en los Juegos Mundiales y su participación como deporte paralímpico en los juegos olímpicos. Esta federación también colabora con la Agencia Mundial Antidopaje, por lo cual se hacen pruebas antidopaje en todas sus competencias y federaciones afiliadas. También restringe el uso de equipos de apoyo de poliéster de una sola capa en camisetas y trajes.
Fue fundada en 1972 y su sede se encuentra en Austria. Cuenta con federaciones miembros de más de cien países con los que se agregan cada año. El actual presidente de la IPF es Detlev Albrings, de Alemania. La IPF es la federación de powerlifting más grande y respetada en el mundo.

## Lista de federaciones afiliadas por continente
- North American Powerlifting Federation(NAPF)
- European Powerlifting Federation (EPF)
- Asian Powerlifting Federation(APF)
- SOUTH AMERICAN POWERLIFTING FEDERATION (FE.SU.PO)
- Oceania Powerlifting Federation (OPF)
- South African Powerlifting Federation